# Rolf-Göran Bengtsson
Rolf-Göran Bengtsson (Lund, 2 giugno 1962) è un cavaliere svedese, vincitore di due medaglie d'argento alle olimpiadi: a squadre ad Atene 2004 e individuale a Pechino 2008. Nel 2011 vinse la medaglia d'oro individuale ai campionati europei di Madrid. Nel gennaio 2012 è riuscito a portarsi al primo posto della Rolex FEI Ranking List..

## Palmarès
- Olimpiadi

Atene 2004: argento nel salto ostacoli a squadre.
Pechino 2008: argento nel salto ostacoli individuale.